# Podlugovi
Podlugovi (en serbe cyrillique : Подлугови) est un village de Bosnie-Herzégovine. Il est situé dans la municipalité d'Ilijaš, dans le canton de Sarajevo et dans la fédération de Bosnie-et-Herzégovine. Selon les premiers résultats du recensement bosnien de 2013, il compte 1 297 habitants.

## Démographie

### Évolution historique de la population
| 1948 | 1953 | 1961 | 1971  | 1981  | 1991  | 2013  |
| ---- | ---- | ---- | ----- | ----- | ----- | ----- |
| -    | -    | 877  | 1 466 | 1 739 | 1 448 | 1 297 |

|  |

### Communauté locale
En 1991, la communauté locale de Podlugovi comptait 1 773 habitants, répartis de la manière suivante :